# Zmizení (film, 2013)
Zmizení (anglicky Prisoners) je americký kriminální thriller kanadského režiséra Denise Villeneuva. Snímek pojednává o únosu dvou malých holčiček v Pensylvánii a o jejich následném hledání. Poté, co policie zatkne mladého podezřelého a propustí ho, vezme otec jedné z dcer věci do vlastních rukou. Hlavní role ve filmu ztvárňují Hugh Jackman, Jake Gyllenhall, Viola Davis, Maria Bello a Paul Dano.